# オエノンプロダクトサポート
オエノンプロダクトサポート株式会社は、兵庫県神戸市灘区に本社を置く企業。オエノンホールディングスの子会社で、灘五郷の西郷（新在家地区）に醸造工場を有する。
2018年以前の旧社名は富久娘酒造株式会社（ふくむすめしゅぞう）。「富久娘」銘柄の清酒を醸造していた江戸時代からの蔵元（花木酒造）をルーツとする。第二次世界大戦後、変遷を経て一時は旭化成グループの清酒事業を担った。2003年にオエノングループ入りし、2018年に清酒事業をグループ他社に移管して（「富久娘」銘柄は福徳長酒類に移された）、社名を変更した。

## 沿革

### 花木家による経営
天和元年（1681年）の創業とされる。寛政5年（1793年）の新在家村の酒造家についての史料によれば、花木屋長兵衛ら花木屋を称する3人が4500石あまりの酒株高を有しており、米屋庄兵衛（のちの沢の鶴）らとともに有力な酒造家の一角であった。江戸時代には、「芳名木」「盛大一」といった銘柄を用いていた。
明治時代に、東京・亀戸天神社の「おた福（福女）」にちなんで「富久娘」と名づけられた。
花木家（花木甚右衛門）は、日露戦争後に急速に拡大した酒造家の一つで1911年（明治44年）には造石高が1万石を越える大手の一角となった。「富久娘」は東京市場において、「菊正宗」「桜正宗」「白鷹」「大関」ともに灘酒の五大銘酒として定評を得ていたという。大正期には、下り酒問屋を通さず東京市場で直接進出を試み、1910年代には一層造石高を増加させた。

### 富久娘酒造
1963年（昭和38年）、花木酒造は経営破綻。旭化成工業が資本参加する東洋醸造によって事業が引き継がれ、「富久娘酒造株式会社」が設立された。その後、富久娘酒造は旭化成の子会社となった。
2003年、旭化成は富久娘酒造を合同酒精株式会社に譲渡。これにより、旭化成は清酒事業から撤退した。合同酒精は同年オエノンホールディングスに社名を変更し、持株会社化した（事業子会社として新たに「合同酒精」が設立された）。
2013年には日本酒の不正表示問題が発覚し、日本酒需要が拡大する中で波紋を広げ、社長が更迭された。
2018年、清酒事業をグループ他社に譲渡。銘柄「富久娘」は福徳長酒類に、「富貴」は合同酒精東京工場に移管された。これとともに、商号を富久娘酒造株式会社からオエノンプロダクトサポート株式会社に変更した。

### 年表
- 1681年（天和元年）：創業。
- 1963年（昭和38年）8月1日：富久娘酒造株式会社を設立。
- 1970年（昭和45年）：旭化成工業株式会社の傘下に入る。
- 1992年（平成4年）：旭化成工業株式会社が東洋醸造株式会社を合併。
- 2003年（平成15年）7月1日：オエノンホールディングス株式会社に買収され子会社化。
- 2018年（平成30年）：清酒事業をグループ他社に移管。商号を富久娘酒造株式会社からオエノンプロダクトサポート株式会社に変更。

## 拠点
本社・灘工場
- 〒657-0864 神戸市灘区新在家南町3-2-28

## 提供番組
- スター千一夜（フジテレビ系列）
- なるほど!ザ・ワールド（フジテレビ系列）